# Charlotte Dravet
Charlotte Dravet (14 de julio de 1936-Marsella, 9 de mayo de 2025) fue una psiquiatra y epileptóloga francesa. 

## Biografía
De 1965 al año 2000, trabajó en el centro St. Paul de la Universidad de Marsella, bajo la instrucción de Henri Gastaut y Joseph Roger.
En 1978 Charlotte Dravet describió la epilepsia mioclónica severa de la infancia o síndrome de Dravet. Fue presidenta de la liga francesa contra la epilepsia.
Murió el 9 de mayo de 2025 a la edad de 88 años.